# Maurizio Dattrino
Maurizio Dattrino (* 8. Oktober 1965 in Bellinzona, heimatberechtigt in Arbedo) ist ein Schweizer Berufsoffizier (Divisionär).

## Biographie
Maurizio Dattrino trat 1989 dem Instruktionskorps der Materialtruppen bei. Nach seiner Ausbildung wechselte er 1992 zur Infanterie, wo er bis 2003 als Instruktor der Gebirgsinfanterie an den Schulen Savatan, Chur, Stans und Airolo tätig war. 2004 wurde er zum zugeteilten Stabsoffizier des Kommandanten der Territorialregion 3 in Altdorf. 2005 nach einer Weiterbildung an der Centro Alti Studi per la Difesa in Rom wurde Dattrino Gruppenchef und Stabscoach an der Generalstabsschule in Luzern und 2009 zugeteilter Stabsoffizier und Stellvertreter des Kommandanten der Generalstabsschule. Danach war er bis 2013 Kommandant der Sanitätsschulen in Airolo. 2014 übernahm er unter gleichzeitiger Beförderung zum Brigadier das Kommando der Grenzbrigade 9, auf 1. Juli 2017 übernahm er zusätzlich das Kommando der Generalstabsschule. Mit der Weiterentwicklung der Armee und dem Ende der Gebirgsinfanteriebrigade 9 verblieb er als Kommandant der Generalstabsschule. Am 1. Juli 2023 wurde er zum Divisionär befördert und übernahm das Kommando der Territorialdivision 3.
Maurizio Dattrino ist mit Daniela Dattrino-Bruschi verheiratet. Sie haben eine Tochter namens Tabatha. 